# Аутосомно-доминантная недостаточность ГТФ-циклогидролазы 1
Аутосомно-доминантная недостаточность ГТФ-циклогидролазы 1  — заболевание, вызываемое нарушением работы фермента ГТФ-циклогидролаза 1, играющего важную роль в цепочке синтеза тетрагидробиоптерина. Это состояние является одной из нескольких известных причин недостаточности тетрагидробиоптерина, а также самой распространённой причиной дофа-зависимой дистонии. У пациентов наблюдается генерализованная дистония с изменением тяжести симптомов в течение дня, а назначение леводопы приводит к радикальному улучшению состояния.

## Эпидемиология
Точная распространённость заболевания неясна. По данным на 2017 год, предположительная распространенность составляла 2.96 случая на миллион человек.

## Альтернативные названия
- Аутосомно-доминантный синдром Сегавы (существует и аутосомно-рецессивный синдром Сегавы, он вызывается мутациями гена TH, кодирующего фермент тирозингидроксилазу).
- Дофа-зависимая дистония типа 5a